# Wikipedia în tătară
Wikipedia în limba tatară (în tătară Татар Википедиясе) este ediția Wikipedia în limba tătară. Lansată în Septembrie 2003, ea are în curând 502.728 articole, făcând-o a Format:Wikipedia rank by size cea mai mare Wikipedia după numărul de article. Această Wikipedia are 6 administratori împreună cu 55.605 utilizatori înregistrați și 86 utilizatori activi.
Wikipedia tatară în mare parte utilizează alfabetul chirilic. Deși, spre deosebire de majoritatea altor limbi bazate pe chirilică, unele articole sunt în script latin; respectiv, numele limbii apare în bara laterală de limbi în ambele scripturi.